# Tarouquela
Tarouquela is een plaats (freguesia) in de Portugese gemeente Cinfães en telt 1 339 inwoners (2001).